# Johann Abraham Nüske
Johann Abraham Nüske (* 1796 in Archangelsk, Russland; † Oktober 1865 in Wandsworth, London, England) war ein deutsch-britischer Gitarrist, Komponist und Musiklehrer. Er veröffentlichte seine Musik als „J. A. Nüske“ oder „I. A. Nüske“. In offiziellen Quellen in England lautet sein Name John Abraham Nüske (oder Nuske).

## Leben
Nüske wurde in Archangelsk, Russland, geboren, wo sein Vater Johann Daniel als Händler tätig war. Seine Eltern waren wahrscheinlich Deutsche oder deutschsprachig. Über seine Musikausbildung ist nichts bekannt. Schon vor seinem 20. Lebensjahr muss Nüske nach England umgezogen sein, denn seine erste Veröffentlichung erschien in London um 1815.
Nach P. J. Bone (1914/54) war Nüske „ein deutscher Musiker und Gitarrist, der zu Beginn des neunzehnten Jahrhunderts England besuchte und sich als Gitarrenlehrer etablierte“. Allerdings verweist schon ein Artikel in The Harmonicon von 1825 darauf, dass er in Russland geboren wurde, auch wenn hier Sankt Petersburg als Geburtsort genannt wird.
Um die Mitte der 1820er Jahre muss Nüske den Markt für Gitarrenmusik in England erkannt haben. Im Gegensatz zu anderen Gitarrenkomponisten, die zu der Zeit in England ansässig waren, schrieb Nüske allerdings für die „spanische“ Gitarre (die heutige sechssaitige Konzertgitarre) und nicht für die sogenannte „English guitar“, die zu seiner Zeit noch in Gebrauch war. Das Instrument war durch London-Reisen, vor allem von Fernando Sor, bekannt geworden, gefolgt von einer Gruppe deutschsprachiger Gitarristen und Lehrer wie Ferdinand Pelzer, Wilhelm Neuland und Leonhard Schulz. Peltzer war Herausgeber der weltersten Gitarrenzeitschrift, The Giulianiad, zu deren Notenbeilagen Nüske einige Stücke beitrug. Ein Gitarrenlehrwerk, das er bei Robert Cocks & Co. in London veröffentlichte, deutet darauf hin, dass er auch als Lehrer tätig war. Der Artikel in The Harmonicon von 1825 sagt auch, dass er „in der Gesellschaft als ein exzellenter Interpret auf der spanischen Gitarre bekannt“ war.
Laut Button (1984) war Nüske möglicherweise „nur ein Amateur-Gitarrist, und es waren seine Kompositionen, die ihn der Öffentlichkeit bekannt machten“. Button schreibt auch, dass Nüske und Neuland in erster Linie für Tasteninstrumente schrieben und der Gitarre nur ihre Aufmerksamkeit schenkten, als sie sich auf dem Höhepunkt ihrer Popularität befand. Allerdings gibt es keinen Nachweis dafür, dass Nüske jemals als Pianist in Erscheinung getreten wäre. Seine Gitarrenkompositionen enden um 1835. Später erschien nur noch eine Sammlung von zwölf Opernvariationen (in Bonn, 1846).
Über Nüskes Leben nach Mitte der 1830er Jahre war lange Zeit nichts bekannt. Digitalisierte Standesamtunterlagen belegen heute, dass Nüske England nie verlassen hat. Am 3. Februar 1849 heiratete er die Witwe Hannah Fraser in Farnham (Surrey). Spätestens zu diesem Zeitpunkt, wahrscheinlich aber schon viel früher, war Nüske britischer Staatsbürger geworden. Zum Zeitpunkt der 1851er Volkszählung in England war Nüske ein „Printed Books and Music Seller“ mit einem Ladenlokal in der West Street, Farnham. Kurz danach muss seine Frau gestorben sein, und er heiratete erneut eine Witwe, Elizabeth Andrews, am 5. April 1856. Zum Zeitpunkt der Volkszählung von 1861 war er noch immer in Farnham ansässig. Allerdings starb er im Oktober 1865 im Londoner Stadtteil Wandsworth, wo er an der All Saints Church beigesetzt wurde.

## Werk
Nüske veröffentlichte eine Reihe von Werken für Gitarre solo, darunter einige kurze Werke, die in der Zeitschrift The Giulianiad im Jahr 1833 veröffentlicht wurden. Seine Gitarrenschule enthält weitere 27 seiner Kompositionen. Neben Instrumentalmusik für Gitarre, Violine und Klavier schrieb er auch Lieder mit Gitarrenbegleitung, darunter Bearbeitungen von Werken anderer Komponisten wie Johann Nepomuk Hummel und Bonifazio Asioli.
Laut Bone erfreute sich Nüskes Musik „einer gewissen Popularität“. Die Zeitschrift The Athenaeum schrieb 1828, „alle, die das Glück hatten, seiner Darbietung beizuwohnen, haben ein einzigartiges Vergnügen empfunden, nicht unvermischt mit Erstaunen über die bemerkenswert exzellente Anordnung der Harmonien, die er auf einem für den Zweck scheinbar so unpassenden Instrument erzeugt hat“.

## Ausgewählte Werke

### Gitarre solo
- Three Celebrated Waltzes (London: Vernon, 1827). 1. Waltz by W. A. Mozart; 2. Waltz by L. van Beethoven; 3. Waltz by Carl Maria von Weber (his last Composition)
- Fantasia for the Guitar (London: T. Boosey & Co.)
- Fantasia for the Guitar on a Celebrated Irish Air (London: S. Chappell)
- Brilliant Variations on a Venetian Waltz (London: George & Manby, c.1830)
- Fantasia for the Spanish Guitar on the Air "My Lodging is on the cold Ground" (London: J. J. Ewer, 1833)
- Fantasia for the Spanish Guitar (London: T. Boosey & Co., c.1835)
- Eight Waltzes (London, c.1835)

Lehrwerk
- Easy Method for the Guitar (London: Cocks & Co., 1826)

### Gitarre und Klavier
- Three Favourite Melodies (London: R. Cocks & Co., c.1830): 1. Weber's Last Waltz; 2. Alpine Melody; 3. Beethoven's Last Waltz.
- Souvenir de l'Opéra. Airs choisis (Bonn: N. Simrock, 1846): 1. Barbiere de Sevilla (Rossini); 2. Tancredi (Rossini); 3. La Muette de Portici (Auber); 4. Guillaume Tell (Rossini); 5. Fidelio (Beethoven); 6. Figaro (Mozart); 7. La Flute magique (Mozart); 8. La Clemenza di Tito (Mozart); 9. La Gazza ladra (Rossini); 10. Don Juan (Mozart); 11. Don Juan (Mozart); 12. Fidelio (Beethoven).

### Andere Besetzungen
- Andante for the violin, with an accompaniment for a second violin, tenor, and bass (London, c.1815)
- Waltz for the Piano Forte (London: Clementi & Co., c.1821)
- A Celebrated Waltz with Variations, für Klavier (London: Paine & Hopkins, 1823)
- Twelve Original Venetian Canzonets, für Gesang und Gitarre (London: Boosey & Co., 1825)
- My fondest! my fairest! (text: George Linley) für Gesang und Gitarre, Musik von Johann Nepomuk Hummel, Gitarrenbearbeitung von Nüske (London: J. B. Cramer, Addison & Beale, c.1831)
- Three Italian Ariettas, für Gesang und Gitarre, Musik von Bonifazio Asioli (London: Ewer & Johanning, 1828)
- laut Bone: „zahlreiche Lieder mit Gitarrenbegleitung, herausgegeben von verschiedenen Londoner Verlagen“

## Aufnahme
- Fantasia on "God Save the King"; eingespielt von Ulrich Wedemeier (Gitarre), Musicaphon M 56938 (CD, 2012)